# لی می یون
لی می یون (کره‌ای: 이미연؛ زادهٔ ۲۳ سپتامبر ۱۹۷۱) بازیگر اهل کره جنوبی است. از آثاری که در آنها ایفای نقش کرده‌است می‌توان به زنده خواهم ماند و پاسخ به ۱۹۸۸ اشاره کرد.